# Kib*zgatóhelyettesek
A Kib*zgatóhelyettesek (eredeti cím: Vice Principals) 2016-os amerikai televíziós sorozat. A főbb szerepekben Danny McBride és Walton Goggins látható. Az első évad első részében Bill Murray is szerepel, ő játszotta a leköszönő igazgatót. Danny McBride a rendezésből, a forgatókönyvírásból és a produceri munkálatokból is kivette a részét, Jody Hill szintén. A sorozat első évada 2016 szeptember közepén ért végett, de terveznek második évadot is.

## Cselekmény
A jelenlegi igazgatónak személyes okokból el kell hagynia a gimnáziumot, és a helyére Belinda Brown kerül, aki új a városban, de a szakmában elismert személynek számít. A gimnázium két igazgatóhelyettese, Lee Russell és Neal Gamby kimondottan nem örül a kinevezésének, mert ők akartak igazgatók lenni. Lee és Neal egyébként halálos ellenségek, állandóan cukkolják egymást, de most megbeszélik, hogy összefognak Belinda ellen, az ellenségem ellensége a barátom elv alapján. Azt szeretnék elérni, hogy Belinda helyett valamelyikőjük legyen az igazgató, mert egész életükben erre vártak. Ezért alattomos dolgokat tesznek, ami közelebb hozza őket egymáshoz, és már-már barátokká vállnak. Eközben Neal szerelmi viszonyba kezd az egyik tanárnővel, Lee pedig a bunkó szomszédjával próbál zöldágra vergődni.

## Szereplők
| Szereplő          | Színész                 | Magyar hang[forrás?] |
| ----------------- | ----------------------- | -------------------- |
| Neal Gamby        | Danny McBride           | Mészáros Máté        |
| Lee Russell       | Walton Goggins          | Kaszás Gergő         |
| Dr. Belinda Brown | Kimberly Hebert Gregory | Kovács Nóra          |
| Amanda Snodgrass  | Georgia King            | Andrusko Marcella    |
| Gale Liptrapp     | Busy Philipps           | Solecki Janka        |
| Ray Liptrapp      | Shea Whigham            | Karácsonyi Zoltán    |
| Neal lánya        | Maya G. Love            | Pekár Adrienn        |